# カウスティネン民俗音楽祭
カウスティネン・フォーク・ミュージック・フェスティヴァル（Kaustinen Folk Music Festival）は、フィンランドの首都ヘルシンキより北に450km程離れた場所にある小さな村、カウスティネンで毎年行われている音楽祭。国内外のプロの演奏家だけではなく、アマチュアも演奏者として広く参加でき、入場者数が10万人を超える、スカンディナヴィア地域最大のフォーク・ミュージック・フェスティヴァルとしても知られている。
毎年テーマが決まっており、それに沿った内容でプログラムが組まれている。
開催時期は、毎年7月の第3週。

## 有名参加アーティスト（フィンランド）
JPP (Järvelän pikkupelimannit), Folkkarit, Pinnin pojat, Jouka, Troka, Prusikoukku, Töttersön, Frigg, Snekka, Värttinä, Maria Kalaniemi, Tallari ほか

## 有名参加アーティスト（フィンランド以外）
Lunasa (Irland), Väsen (Sweden) ほか